# 铁口站
铁口站（站牌上彝文站名写作ꄝꈌ/tip ke，站房及彝文时刻表上站名写作ꄝꈈ/tip ko）是一个成昆线上的铁路车站，位于四川省凉山彝族自治州喜德县两河口镇，建于1970年，目前为四等站，邮政编码为616755。车站原有往来普雄和攀枝花5633/5634次列车办理客运业务，2023年中起不再停靠。

## 概要
铁口站位于两河口展线最上层，距离下行的新凉站直线距离500米，高差200多米。车站站内设有3条股道。站内设有6名职工，实施4班倒单岗作业制度
1988年9月2日，1133次货车进铁口站3道后，路基因碾压不实、土质松散，加上之前长期下雨的关系发生路堤滑坡，导致站内3条股道偏移，其中1条悬空，站内停靠的3节货车和1节内燃补机颠覆。事故发生后铁路局在站内修建便线以维持通车，之后在滑坡处上方修建预应力梁三线桥。

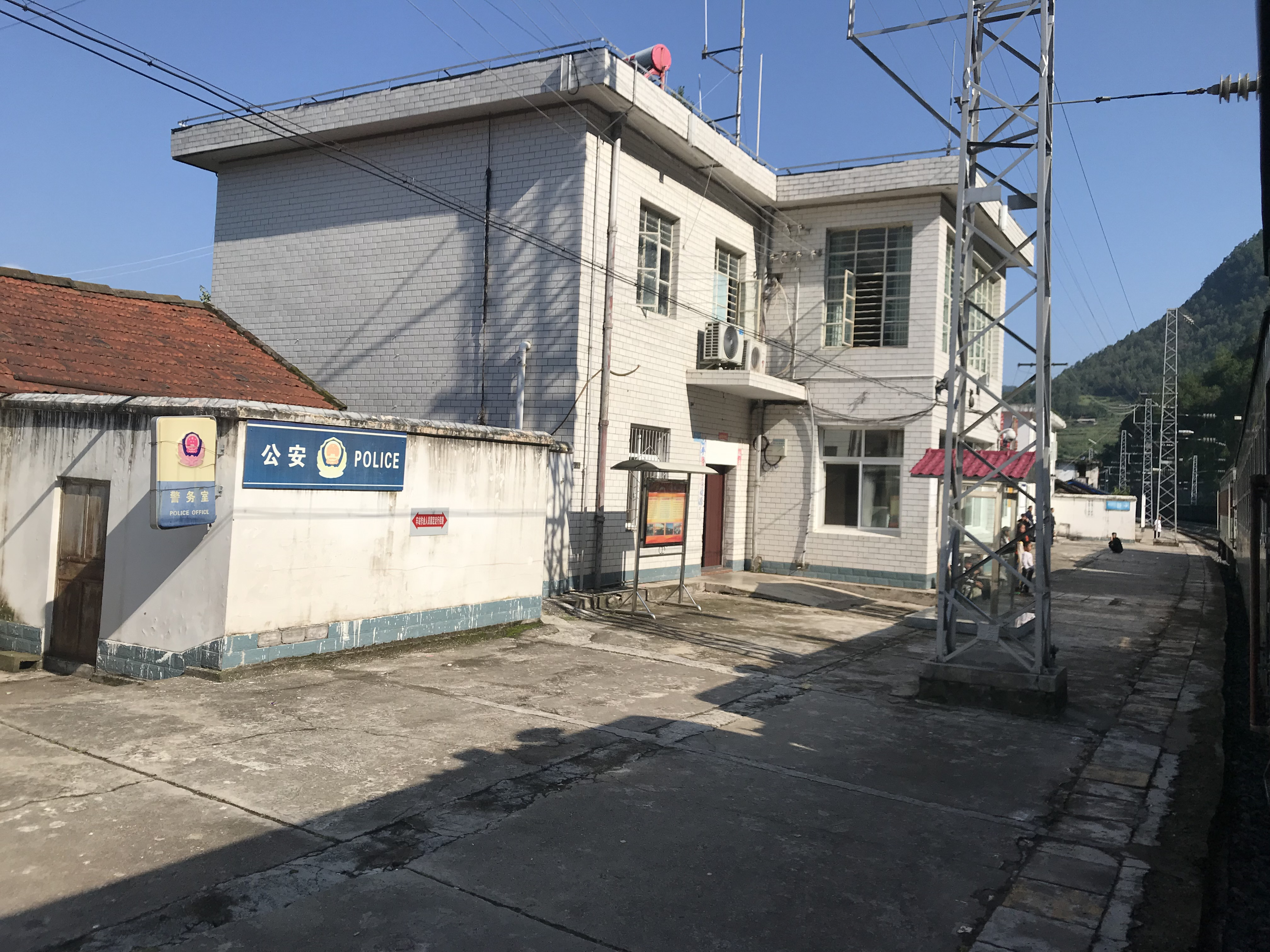
行车室
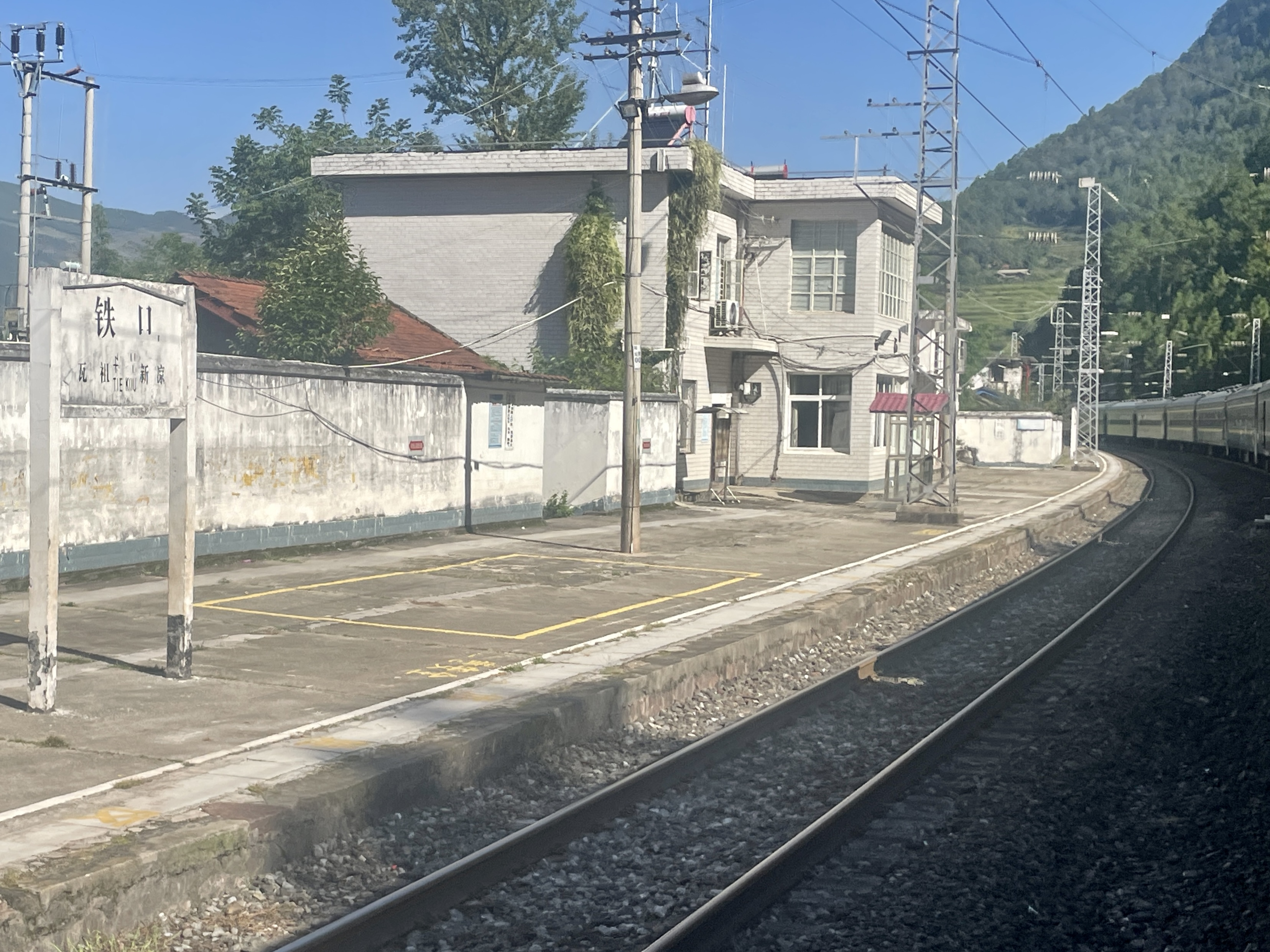
站牌
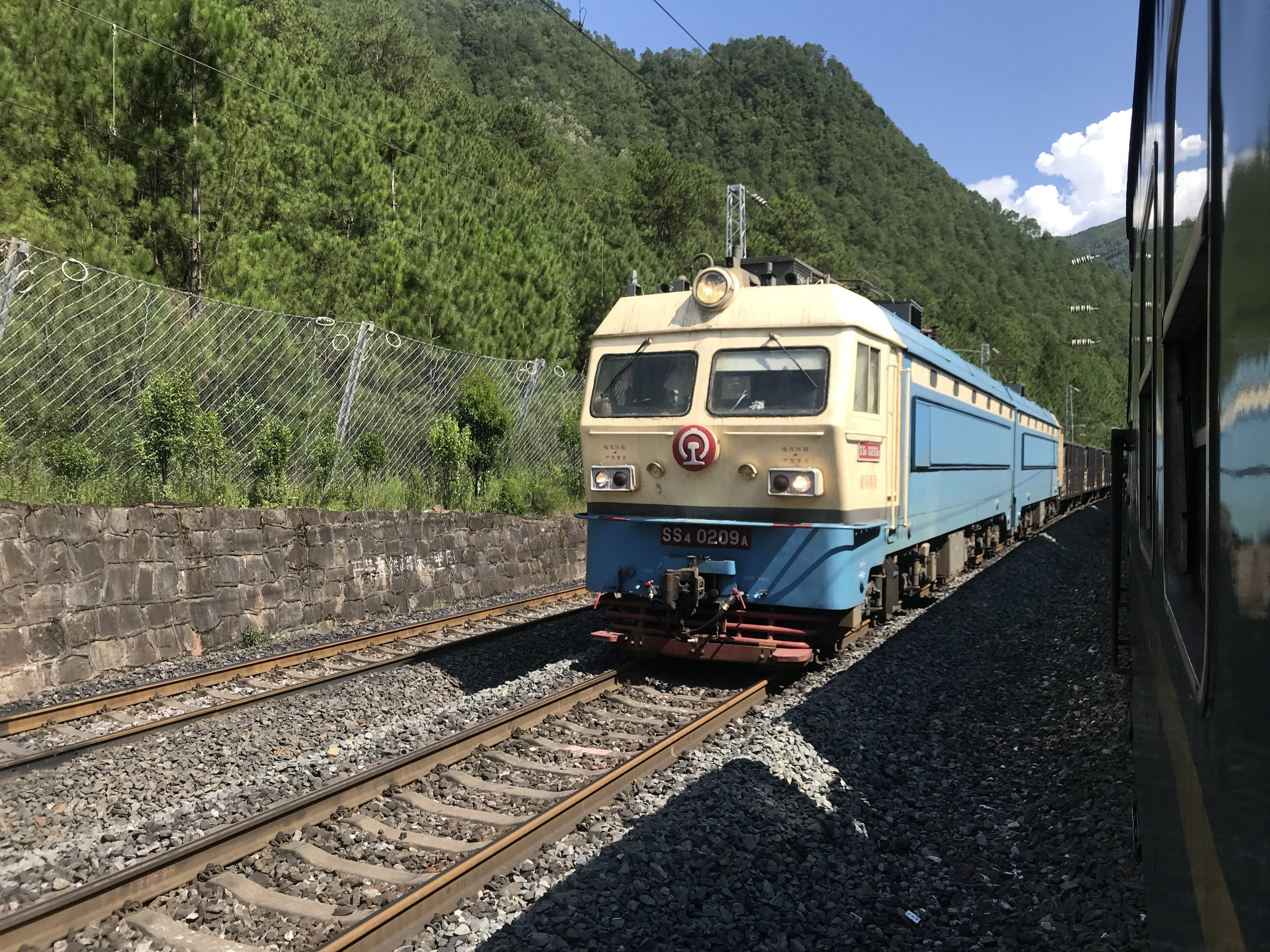
韶山4型電力機車牵引货列于站内
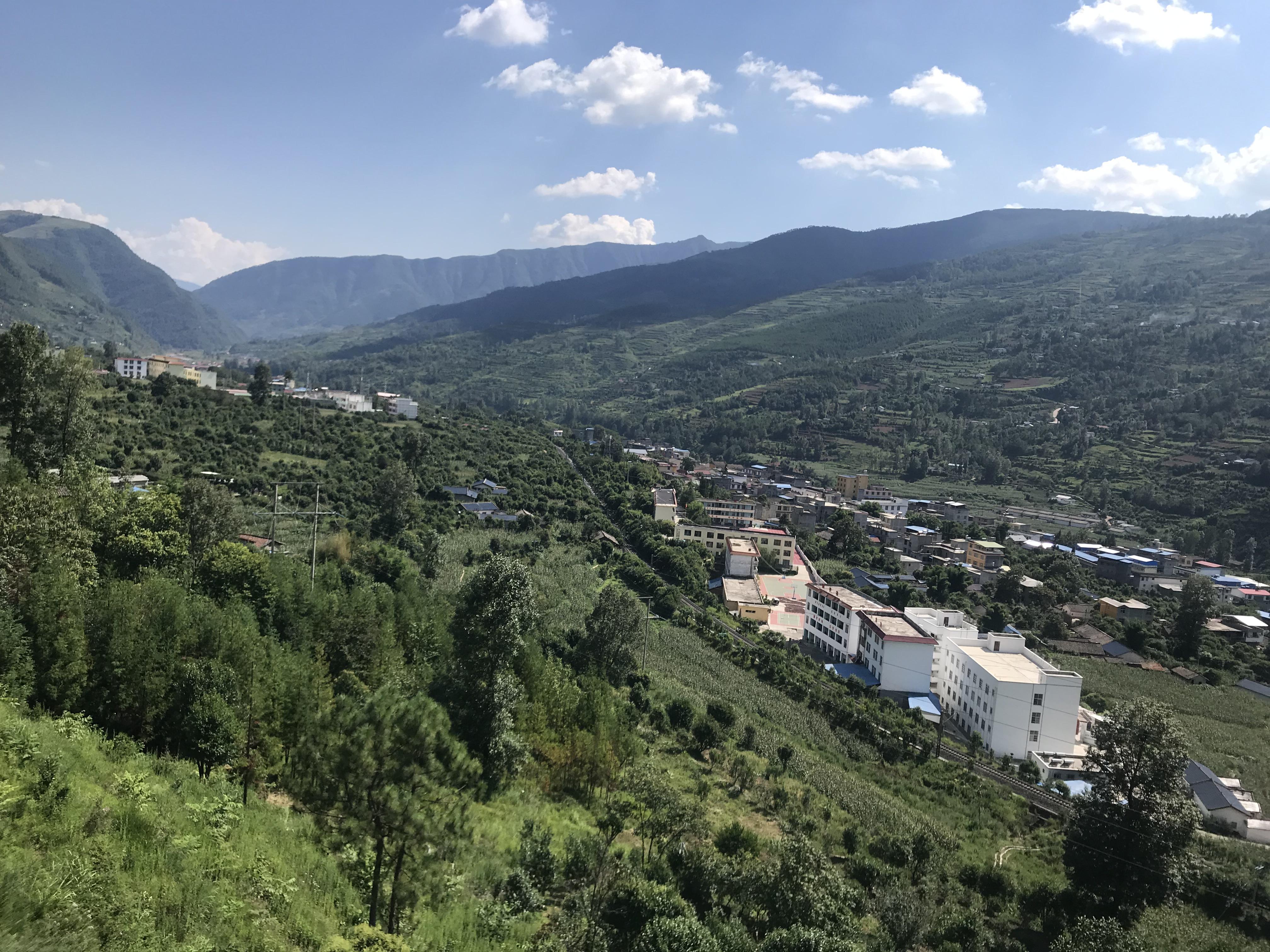
两河口展线
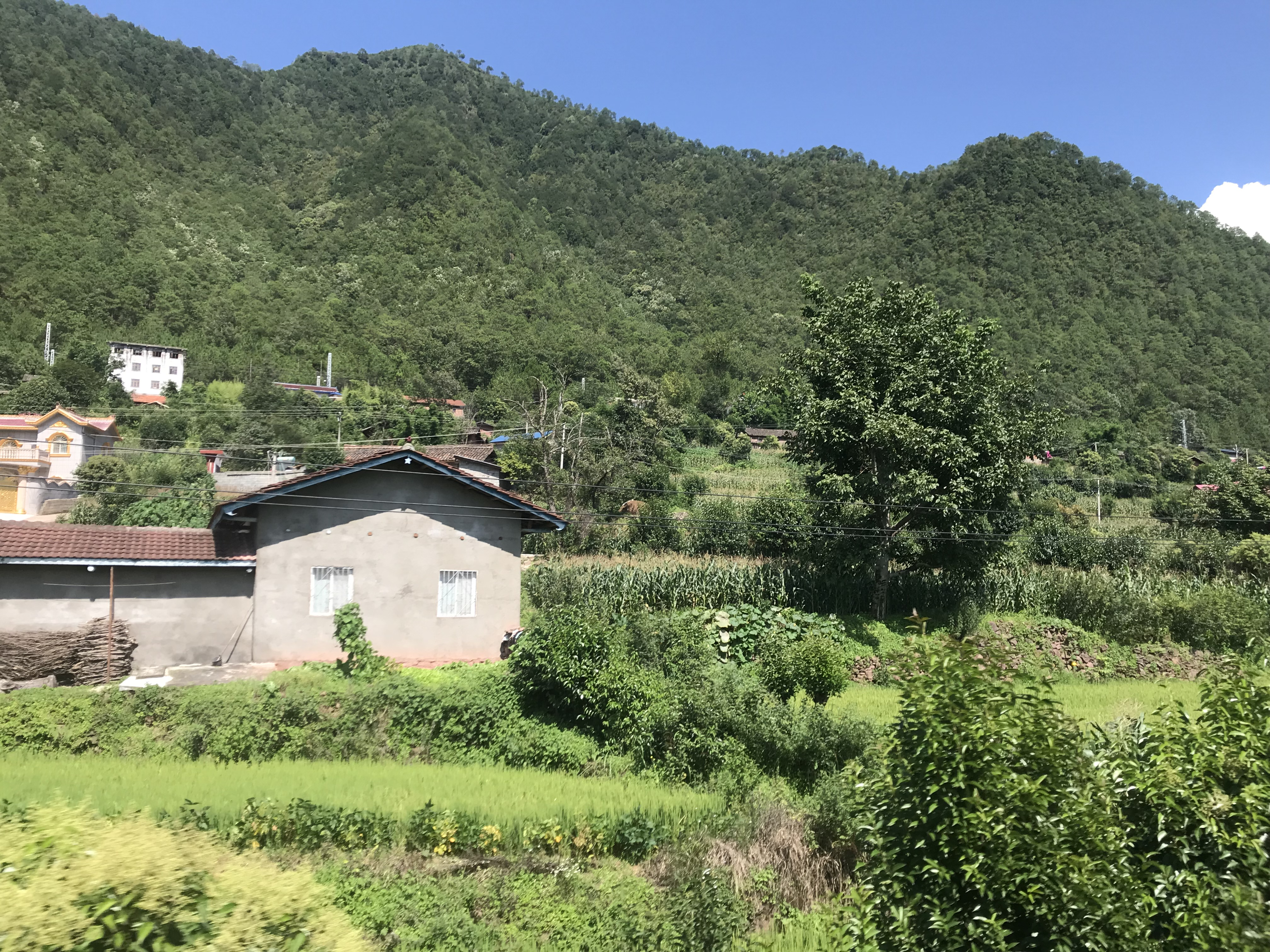
从两河口展线下层仰望车站